# 바이러스 벡터 백신

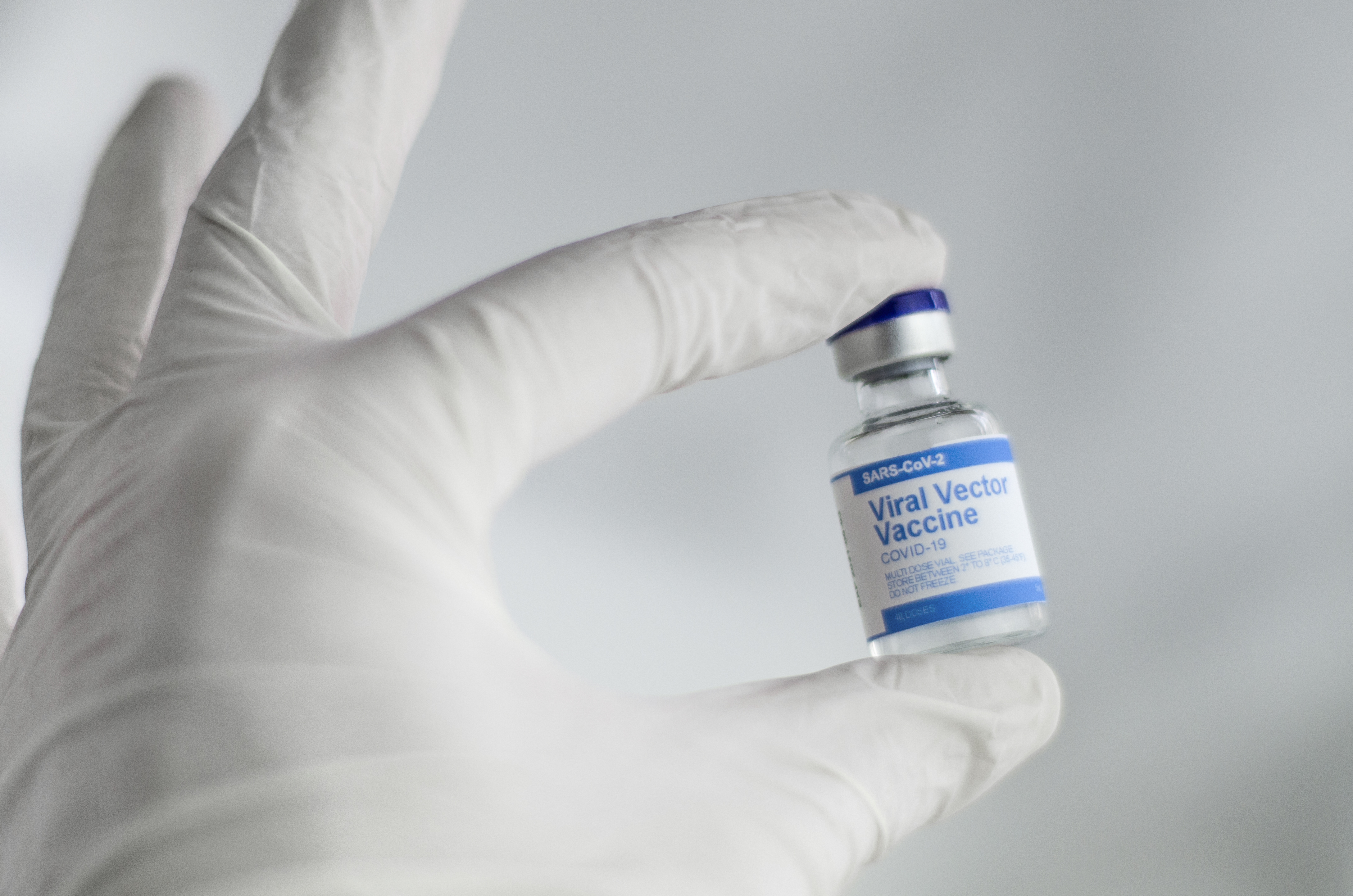
코로나19 백신

바이러스 벡터 백신(Viral vector vaccine) 또는 바이오백신(biovaccine)은 목표 항원을 다른 바이러스를 운반체(Viral vector)로 하여 유전자 재조합된 백신의 한 유형이다. 보다 검증된 기존의 바이러스나 병원균을 이용한다는 점에서 목표 바이러스의 항원 정보를 보다 안정적으로 전달하고 효과적으로 항체를 형성한다. 면역시스템이 적응하도록 도우며 이러한 맥락에서 신체가 항원항체반응를 학습하는데 주요한 접근방법이다. 그에 따라 이러한 메커니즘은 생백신 수준의 저온 콜드체인(cold chain) 운반과정이 필요하게 된다.

## 바이러스 벡터
바이러스 벡터(Viral vector)는 분자 생물학에서 유전 물질을 세포에 전달하기 위해 일반적으로 사용하는 도구이다.

## 세포분획법
한편 세포분획(subunit)이나 유전자 조작은 벡터백신뿐만아니라 단백질백신이나 핵산 백신에서도 매우 주요한 기초 기술이다.

## 코로나 바이러스
코로나19(COVID-19)인 신종 코로나바이러스에대한 바이러스벡터로는 영국 아스트라제네카社와 옥스퍼드대학교가 공동개발한 아데노바이러스 제5형과 얀센제약(존슨앤존슨)이 개발한 아데노바이러스제26형(Ad26)을 사용한 벡터백신이 있다.

## 같이 보기
- 코로나19 백신